# Amir Koku
Amir Damer Koku  (ur. 15 czerwca 1984) – piłkarz sudański grający na pozycji bocznego obrońcy lub pomocnika.

## Kariera klubowa
Piłkarską karierę Koku rozpoczął w klubie Al-Merreikh z Omdurmanu. W jego barwach zadebiutował w pierwszej lidze sudańskiej. Swój pierwszy tytuł mistrza kraju wywalczył w 2000 roku, a w 2001 roku wygrał z Al-Merrikh dublet. W 2003 roku został wicemistrzem kraju i osiągnięcie to powtarzał ze swoim klubem do 2007 roku. W latach 2005–2007 wywalczył Puchar Sudanu.

## Kariera reprezentacyjna
W reprezentacji Sudanu Koku zadebiutował w 2004 roku. W 2008 roku został powołany przez selekcjonera Mohameda Abdallaha do kadry na Puchar Narodów Afryki 2008.